# Marko Peternel
Marko Peternel, slovenski podobar, * 15. april 1819, Davča, † 9. december 1905, Selca.

## Življenje in delo
Podobarstva se je učil pri Janezu Groharju v Sorici, se kasneje naselil in poročil v Selcih. Pri delu mu je pomagal sin Janez.

## Pomembnejša dela

### Oltarji
- Jamnik
- Bukovica, Škofja Loka
- Prtovč
- Železniki (2 mala)
- Bukovščica  (2 stranska)
- Golica, Železniki (velik oltar cerkev sv. Miklavža)
- Sveti Tomaž, Škofja Loka (veliki oltar)
- Kališe, Železniki (stranski oltar v cerkvi sv. Križa)
- Šenturška Gora (2 stranska)
- Prebačevo (2 stranska)
- Pšata, Cerklje na Gorenjskem (oltar M. B.)

### Drugo
- Dražgoše (tabernakelj za veliki oltar)
- veliko kipov po raznih krajih